# Европско првенство у атлетици у дворани 1972 — 400 метара за жене
Такмичење у дисциплини трка на 400 метара у женској конкуренцији на трећем Европском првенству у атлетици у дворани 1972. одржано је у Палати спортова у Греноблу, Француска, 11. марта квалификације и полуфинале, а 12. марта финале.

## Земље учеснице
Учествовало је 9 такмичарки из 6 земаља.
1. Данска (1)
2. Француска (2)
3. Совјетски Савез (1)
4. Шведска (1)
5. Уједињено Краљевство (1)
6. Западна Немачка (3)

## Рекорди
Извор:
| Рекорди пре почетка Европског првенства у дворани 1972. | Рекорди пре почетка Европског првенства у дворани 1972. | Рекорди пре почетка Европског првенства у дворани 1972. | Рекорди пре почетка Европског првенства у дворани 1972. | Рекорди пре почетка Европског првенства у дворани 1972. | Рекорди пре почетка Европског првенства у дворани 1972. |
| ------------------------------------------------------- | ------------------------------------------------------- | ------------------------------------------------------- | ------------------------------------------------------- | ------------------------------------------------------- | ------------------------------------------------------- |
| Светски рекорд                                          | Мерилин Невил                                           | Уједињено Краљевство                                    | 53,01                                                   | Беч, Аустрија                                           | 14. март 1970                                           |
| Европски рекорд                                         | Мерилин Невил                                           | Уједињено Краљевство                                    | 53,01                                                   | Беч, Аустрија                                           | 14. март 1970                                           |
| Рекорди европских првенстава                            | Мерилин Невил                                           | Уједињено Краљевство                                    | 53,01                                                   | Беч, Аустрија                                           | 14. март 1970                                           |
| Рекорди после завршеног Европског првенства 1972.       |                                                         |                                                         |                                                         |                                                         |                                                         |
| Нових рекорда није било                                 |                                                         |                                                         |                                                         |                                                         |                                                         |

## Освајачи медаља
|                               |                             |                                |
| Кристел Фрезе Западна Немачка | Инге Бединг Западна Немачка | Ерика Ванштајн Западна Немачка |

## Резултати
У квалификацијама такмичарке су биле подељене у три групе по три такмичарке. У полуфинале су се пласирале по два првплласиране такмичарке из све три групе (КВ) и две према постигнутом резултату (кв).

### Квалификације
Извор:
| Позиција | Група | Атлетичарка      | Земљат               | Резултат | Белешка |
| -------- | ----- | ---------------- | -------------------- | -------- | ------- |
| 1.       | 1     | Колет Бесон      | Француска            | 54,74    | КВ      |
| 2.       | 2     | Кристел Фрезе    | Западна Немачка      | 54,83    | КВ      |
| 3.       | 1     | Ерика Ванштајн   | Западна Немачка      | 54,90    | КВ      |
| 4.       | 2     | Верона Бернард   | Уједињено Краљевство | 55,11    | КВ      |
| 5.       | 2     | Маргарета Ларсон | Шведска              | 55,43    | кв      |
| 6.       | 3     | Бернадет Мартен  | Француска            | 55,88    | кв      |
| 7.       | 3     | Љубов Савјалова  | Совјетски Савез      | 55,96    | КВ      |
| 8.       | 2     | Инге Бединг      | Западна Немачка      | 55,96    | КВ      |
| 9.       | 3     | Биргит Јенес     | Данска               | 57,37    |         |

### Полуфинале
У полуфиналу такмичарке су биле подељене у две групе по четири. За финалну трку су се квалификовале по две првопласиране из обе групе (КВ).
| Позиција | Група | Атлетичарка      | Земља                | Резултат | Белешка |
| -------- | ----- | ---------------- | -------------------- | -------- | ------- |
| 1.       | 2     | Кристел Фрезе    | Западна Немачка      | 54,57    | КВ      |
| 2.       | 1     | Колет Бесон      | Француска            | 54,61    | КВ      |
| 3.       | 2     | Инге Бединг      | {Западна Немачка     | 54,81    | КВ      |
| 4.       | 1     | Ерика Ванштајн   | Западна Немачка      | 55,06    | КВ      |
| 5.       | 1     | Љубов Савјалова  | Совјетски Савез      | 55,12    |         |
| 6.       | 1     | Верона Бернард   | Уједињено Краљевство | 55,25    |         |
| 7.       | 2     | Маргарета Ларсон | Шведска              | 55,75    |         |
| 8.       | 2     | Бернадет Мартен  | Француска            | 55,75    |         |

### Финале
Извор:
| Пласман | Атлетичар      | Земља           | Резултат | Белешка |
| ------- | -------------- | --------------- | -------- | ------- |
|         | Кристел Фрезе  | Западна Немачка | 53,36    |         |
|         | Инге Бединг    | Западна Немачка | 54,60    |         |
|         | Ерика Ванштајн | Западна Немачка | 54,73    |         |
| 4.      | Колет Бесон    | Француска       | 55,64    |         |

## Укупни биланс медаља у трци на 400 метара за жене после 3. Европског првенства на отвореном 1970—1972.
|    | Земља                |   |   |   |   |
| -- | -------------------- | - | - | - | - |
| 1. | Западна Немачка      | 1 | 3 | 1 | 5 |
| 2. | СССР                 | 1 | 0 | 0 | 1 |
| 2. | Уједињено Краљевство | 1 | 0 | 0 | 1 |
| 4. | Аустрија             | 0 | 0 | 1 | 1 |
| 5. | Француска            | 0 | 0 | 1 | 1 |
|    | Укупно {5}           | 3 | 3 | 3 | 9 |

|    | Атлетичарка   | Земља              |   |   |   |   |
| -- | ------------- | ------------------ | - | - | - | - |
| 1. | Кристел Фрезе | Западна Немачка    | 1 | 1 | 0 | 2 |
| 2. | Инге Бединг   | {{ Западна Немачка | 0 | 2 | 0 | 2 |